# 萬順寮
萬順寮，原寫為萬順藔，是臺灣新北市深坑區的一個地名，位於該區西北部，範圍大致為萬順里、萬福里。

## 歷史
台灣清治末期，萬順寮地區為一街庄，稱為「萬順藔庄」，隸屬於文山堡。該庄北與後山庄、四份仔庄、山豬窟庄為鄰，東與土庫庄、深坑仔庄為鄰，南邊為阿柔坑庄，西邊為陂內坑庄。
1901年（日治明治三十四年）11月，該庄隸屬於深坑廳，編入第八區。1903年（明治三十六年）4月，第八區拆出土庫庄的土庫土名，其餘街庄與第七區的陂內坑庄合併為「深坑區」，該庄屬之。1920年（大正九年），該庄改制並雅化為「萬順寮」大字，隸屬於臺北州文山郡深坑庄，大字下有「三腳木」、「大坑外股」、「萬順寮」、「圳古後」、「草地尾」小字名。
戰後深坑庄改制為深坑鄉，隸屬於臺北縣，大字亦改制為村。2010年（民國99年）12月，臺北縣升格為新北市，深坑鄉改制為深坑區，村改制為里。

## 交通
國道3號大致以縱向經過萬順寮地區西部邊界地帶，境內未設交流道，但木柵交流道即在西南端境外不遠處，由此可快速前往台灣西部各地。
市道106號是連絡林口、瑞芳的道路，大致以橫向穿越萬順寮地區南部。由該道路往東可前往平溪、瑞芳等地，往西轉南可前往木柵、中和、板橋、新莊、林口等地。市道106乙線是其支線，也是連絡木柵、坪林的道路，經過本地區南部邊界外不遠處，並與主線大致平行，由該道路往西可前往木柵，往東轉南可前往坪林接省道台9線。

## 學校
- 東南科技大學